# Oncholaimellus meteori
Oncholaimellus meteori är en rundmaskart som beskrevs av Gerlach 1967. Oncholaimellus meteori ingår i släktet Oncholaimellus och familjen Oncholaimidae. Inga underarter finns listade i Catalogue of Life.